# Mesones Hidalgo
Mesones Hidalgo là một đô thị thuộc bang Oaxaca, México. Năm 2005, dân số của đô thị này là 3961 người.